# Phoxocephalopsis psammophila
Phoxocephalopsis psammophila is een vlokreeftensoort uit de familie van de Phoxocephalopsidae. De wetenschappelijke naam van de soort is voor het eerst geldig gepubliceerd in 1931 door K.H. Barnard.